# Calluella flava
Calluella flava és una espècie de granota de la família Microhylidae que viu a Malàisia i, possiblement també, a Brunei.